# Wen Jiao
Wen Jiao (溫嶠) (288. – 329.), kurtoazno ime Taizhen (太真), formalno Vojvoda Zhongwu od Shi'ana (始安忠武公), bio je kineski vojskovođa u službi dinastije Jin.
Bio je sin Wan Dana, guvernera kapetanije, a njegov ujak je bio Liu Kun, general koji se bez uspjeha pokušavao suprotstaviti državi Han Zhao. Kada je godine 317. car Min zarobljen od strane Han Zhaoa, Liu Kun je Wen Jiaoa poslao u Jiankang kako bi princa Sima Ruija nagovorio da preuzme carsku krunu. Tamo je Wen Jiao stekao veliku naklonost Sima Ruija, koji ga je zadržao na dvoru i preuzeo carsku titulu. Wen Jiao se poslije toga sprijateljio s krunskim princom Sima Shaoom. Kada je godine 322. gospodar rata Wang Dun digao pobunu protiv cara i krenuo s vojskom na prijestolnicu, Wen Jiao je caru savjetovao pružati otpor i da prihvatiti sve Wang Dunove zahtjeve. Nakon careve smrti je Sima Shao postao novi car pod imenom Ming, a Wen Jiao njegov glavni savjetnik. Kada je Wang Dun godine 324. ponovno digao ustanak, Wen Jiao se pretvarao da prelazi na njihovu stranu, a zapravo je sve vrijeme špijunirao za carski dvor. Njegova je misija pomogla caru da sljedeće godine, nakon Wang Dunove smrti, uguši ustanak. Car Ming je 325. umro i oporukom ostavio brigu o maloljetnom caru Chengu svojim savjetnicima, ali regentom imenovao Yu Lianga. On je došao u sukob s dvorskom klikom na čije se čelo stavio ministar Su Jun. Kada je Su Jun 327. digao ustanak, Wen Jiao nije mogao spriječiti pad prijestolnice, ali je godine 328. organizirao uspješni protunapad i porazio Su Juna. Iako su ga mnogi dvorjani molili da preuzme mjesto regenta, Wen Jiao je odlučio to mjesto prepustiti Wang Daou i preuzeti mjesto guvernera provincije Jiang. Na putu su mu se inficirali zubi; prilikom njihovog vađenja je doživio moždani udar i umro. Carski dvor je razmišljao da mu oda počast velikom grobnicom, ali je odlučeno da se pokopa u jednostavnom grobu, s obzirom na to da je Wen Jiao tokom života bio izuzetno skroman čovjek.